# 이시카와번
이시카와 번(일본어: 石川藩 이시카와한[*])은 일본 에도 시대의 번으로, 시라카와번(白河藩)의 지번이다. 지금의 후쿠시마현 이시카와군을 지배하였다.

## 번의 역사
1662년 음력 11월 25일, 혼다 다다요시(혼다 다다카쓰의 손자)의 차남 혼다 다다토시가 형인 시라카와 번주 혼다 다다히라로부터 무쓰노쿠니 이시카와 군 주변의 1만 석 영지를 분봉받음으로써 이시카와 번이 성립하였다. 그러나 1681년 음력 9월 15일에 미카와노쿠니 고로모번으로 전봉되면서 이시카와 번은 폐지되었다.

## 역대 번주
- 혼다 다다토시(本多忠利) 재위 1662년 ~ 1681년

## 같이 보기
- 시라카와번
- 아사카와번